# Ewart Adamson
Ewart Adamson (23 de outubro de 1882 — 28 de novembro de 1945) foi um roteirista escocês. Ele escreveu os roteiros para 122 filmes entre 1922 e 1944.

## Filmografia selecionada
- Flaming Fury (1926)
- Niagara Falls (1932)
- Guests Wanted (1932)
- The Gold Ghost (1934)
- Allez Oop (1934)
- False Pretenses (1935)
- Haunted Harbor (1944)